# عبد الله بن الرند
عبد الله بن محمد بن الرند, هو أول أمراء قفصة و مؤسس سلالة بنو الرند، استقل عن الدولة الزيرية و بايعته الكثير من المناطق و نجح في حماية دولته من الغزوة الهلالية.

## السيرة
اختلف المؤرخون في أصل عبد الله، يقول ابن خلدون أن أصله يعود لجربة تحديدا من قبيلة بني صدغيان، أما ابن نخيل فروى أن أصله يعود لبنو إزمرتن تحديدا من قبيلة المغراوة الزناتية و كانت هذه القبيلة تعيش في الجوسين أو الجُصْيين في جهة نفزاوة. تولى عبد الله بن الرند مدينة قفصة في عهد المعز بن باديس، فعندما دخل بنو هلال إفريقية نجح عبد الله في تأمين المدينة و ضبطها و ضمان راحة السكان و أمن المسافرين، و تصالح مع العرب و دفع لهم الجزية، ثم استقل بمدينته عام 445هـ / 1053، و ازداد نفوذ عبد الله و بايعته توزر والحامة ونفزاوة و سائر بلاد الجريد و دخلت في سلطته. و أحدث عبد الله نهظة أدبية حيث وفد عليه الشعراء و القصاد، و قرب إليه رجال الدين، و في عهده حصلت معركة تقيوس بين أهل تقيوس التابعين له و بنو هلال و خرجت توزر عن سلطته سنة 1062 و بايعت أمير الدولة الحمادية الناصر بن علناس، و توفي عبد الله بن الرند عام 465هـ / 1072 و خلفه ابنه أبو عمر المعتز.